# Drepanocentron limorum
Drepanocentron limorum är en nattsländeart som beskrevs av Olah 1993. Drepanocentron limorum ingår i släktet Drepanocentron och familjen Xiphocentronidae. Inga underarter finns listade i Catalogue of Life.